# Apolidia

In evidenza gli Stati partecipanti alla Conferenza delle persone apolidi del 1954

L'apolidia (composto di alfa privativa (non) e polis, "città" in greco) è la condizione dei soggetti privi di qualunque cittadinanza: tali soggetti sono detti "apolidi".
L'ordinamento italiano prevede all'articolo 22 della Costituzione che il cittadino italiano di nascita non possa essere privato della cittadinanza italiana per nessuna ragione politica, ma solo per gravi motivi previsti dal codice penale, ad esempio accettare una cittadinanza, un incarico politico o un ruolo militare in un Paese in formale stato di guerra con la Repubblica Italiana, e solo se il soggetto rifiuta di rinunciarvi quando gli venisse intimato dal governo; il cittadino italiano non per nascita la può perdere per cause burocratiche.
In alcuni Paesi la cittadinanza può invece essere tolta o negata a coloro che non vengono desiderati dal proprio Governo (ad es. i profughi, cioè soggetti che vengono cacciati dal loro Paese per motivi politici e no, i terroristi condannati, i naturalizzati che compiano dei reati gravi, ecc.).
L'ordinamento italiano pone sullo stesso piano gli apolidi e gli stranieri non comunitari, applicando a entrambi la norma per l'acquisizione della cittadinanza.

## Definizione
Si diventa apolidi:
- per origine, quando non si è mai goduto di diritti né mai sottoposti ai doveri di alcuno Stato;
- per derivazione a causa di varie ragioni, tutte conseguenti alla perdita di una pregressa cittadinanza e alla mancanza di una contemporanea acquisizione di una nuova.

Le ragioni possono essere:
- annullamento della cittadinanza da parte dello Stato, per ragioni politiche, etniche, di sicurezza o altro;
- perdita di privilegi acquisiti in precedenza (per esempio la cittadinanza acquisita per matrimonio);
- rinuncia volontaria alla cittadinanza.

Si diventa apolidi in senso formale solo tramite rinuncia espressa alla propria cittadinanza naturale.

### Apolidia per perdita o revoca della cittadinanza italiana
Un cittadino italiano può perdere la cittadinanza e divenire apolide, se non ne possiede altre, in alcuni casi (legge n. 91/1992):
- rinuncia alla cittadinanza
- cittadinanza acquisita per matrimonio con cittadino italiano dichiarato nullo per vizio originario
- cittadinanza acquisita per adozione da parte di cittadino italiano, in caso di revoca dell'adozione
- cittadino che possiede, acquista o riacquista una cittadinanza straniera considerata non compatibile (molto raro dato che lo Stato italiano ammette quasi sempre la doppia cittadinanza), e cittadino figlio di chi ha acquistato o riacquistato la cittadinanza durante la sua minore età
- cittadino che ha accettato un pubblico impiego o una carica pubblica da uno Stato o ente pubblico estero o da un ente internazionale a cui non partecipa l'Italia (quindi un organismo considerato nemico) o per uno Stato in guerra con l'Italia (lo stato di guerra deve essere deliberato dalle Camere, cosa mai avvenuta dal 1948), qualora rifiuti l'invito del governo italiano ad abbandonare tale carica.

## Storia
Nel passato, era ammissibile una forma di apolidia di tipo sanzionatorio, derivante dal venir meno della cittadinanza come pena accessoria collegata alla commissione di un illecito penale: l'Aquae et ignis interdictio rientrava in questa ipotesi. Il governo di Vichy emise nel 1940 delle leggi retroattive che consentirono la revisione della naturalizzazione francese se ottenuta tra il 1927 e il 1940, rendendo apolidi i soggetti interessati da questa legge.
In Italia le leggi razziali del 1938 introdussero delle norme di revoca della cittadinanza ai cittadini ebrei e quindi il loro passaggio allo stato di apolidi.
Si pone spesso il problema internazional-privatistico di quale sia la legge regolatrice dello statuto personale dell'apolide. In assenza di cittadinanza, si adotta il criterio della residenza e, in secondo ordine, del domicilio.
La gravità del problema delle persone che si ritrovarono apolidi dopo gli sconvolgimenti delle frontiere a seguito della prima guerra mondiale determinò un intervento della Società delle Nazioni con la concessione del passaporto Nansen.